# Harplées
Harplées ou Harpleia (en grec ancien : Ἅρπλεια) est une polis de Laconie. 

## Histoire
Pausanias écrit qu'elle se trouve sur le mont Taygète mais à l'entrée de la plaine, et qu'elle se situerait à 20 stades de Déreion.
Son emplacement est inconnu, bien qu'une connexion avec Xerokámbi ait été suggérée.